# Trachemys adiutrix
Trachemys adiutrix (лат.) — вид пресмыкающихся из семейства американских пресноводных черепах. Международная Красная книга относит его к категории вымирающих.

## Внешний вид и строение
Общая длина карапакса достигает 25,6 см. Наблюдается половой диморфизм: самки крупнее самцов. Голова узкая. Шея довольно длинная. Карапакс овальный с низким килем. Пластрон массивный, длиннее карапакса. Между пальцами развиты плавательные перепонки.
Голова черная сверху. За глазами — широкие желтые полосы. На подбородке и горле присутствует Y-образная желтая метка. Цвет карапакса колеблется от зеленого до оливково-коричневого с орнаментом из крупных красно-оранжевых пятен с темным ободком. Также на щитках есть по 2 узких оранжевые продольные полосы. Пластрон желтый с рисунком из широких оливково-серых линий.

## Образ жизни
Любит пруды с песчаным грунтом. В дождливый сезон много времени проводит на суше, но в сухой сезон закапывается в песок и впадает в спячку. Питается рыбой, ракообразными, насекомыми, иногда растительной пищей.
Самка откладывает 11—12 яиц с твердой скорлупой. За сезон бывает 2 кладки.

## Распространение
Trachemys adiutrix эндемик северо-восточной Бразилии. Обитает в штатах Мараньян и Пиауи.

## Этимология
Видовое название adiutrix (от латинского «помощник»), дано в честь доктора Maria do Socorro Pinheiro, помогавшей Vanzolini при полевых исследованиях. Ее фамилия Socorro означает «помощь» на португальском языке.